# 岩島久夫
岩島 久夫（いわしま ひさお、1926年（大正15年）5月5日 - 2018年（平成30年）11月26日）は、日本の軍事評論家である。

## 経歴・人物
岐阜県の生まれ。幼年期に朝鮮に移り、第二次世界大戦中は大日本帝国海軍の少尉となった。終戦直前には特攻艇要員となり、戦後は東京大学に入学しアメリカ合衆国の政治史を学ぶ。卒業後の1966年（昭和41年）防衛庁防衛研修所（現在の防衛研究所）に勤務し、後に戦史部長に就任した。
同研修所退職後の1987年（昭和62年）には岩手大学の教授となり、1992年（平成4年）には南山大学の教授となりそれぞれ軍事に関する学問の教鞭を執る。1998年（平成10年）にはアレン国際短期大学（2007年に廃止）の学長に就任し、2001年まで務めた。

## 著書
- 『情報戦に完敗した日本』（1984年）
- 『奇襲の研究』（1984年）
- 『決断の情報学』（1990年）
- 『激動の世界丸かじり』（1996年）
- 『リーダーと情報力』（2002年）
- 『奇襲はなぜ成功するのか』（2003年）